# 青島幸男のおお!ながら君
『青島幸男のおお!ながら君』（あおしまゆきおのおお ながらくん）は、1967年（昭和42年）8月14日から9月25日までTBS系列局で放送されていたTBS製作のテレビドラマである。ロート製薬の一社提供。全7話。放送時間は毎週月曜 21:30 - 22:00 （日本標準時）。

## 主な出演者
- 名柄紋太：青島幸男 - 昼には父親の店で丁稚修行をし、夜にはメンズショップのデザイナーをしている「ながら族」の男性。
- 紋太の父：宮口精二
- 朝丘雪路
- 田島薫